# Эмэйшань (городской уезд)
Эмэйша́нь (кит. упр. 峨眉山, пиньинь Éméishān) — городской уезд городского округа Лэшань провинции Сычуань (КНР). Городской уезд назван в честь горы Эмэйшань.

## История
При империи Суй в 593 году здесь был образован уезд Эмэй (峨眉县). Впоследствии административное деление территории не раз менялось, но в 1949 году уезд Эмэй возник снова.
В 1952 году был образован Специальный район Лэшань (乐山专区), и уезд Эмэй вошёл в его состав. В 1970 году Специальный район Лэшань был переименован в Округ Лэшань (乐山地区), при этом уезд Лэшань был преобразован в городской уезд Лэшань. В 1985 году округ Лэшань был преобразован в городской округ Лэшань. В 1988 году уезд Эмэй был преобразован в городской уезд Эмэйшань.

## Административное деление
Городской уезд Эмэйшань делится на 12 посёлков и 6 волостей.